# Grand Prix Cycliste de Montréal 2017
8. edycja wyścigu kolarskiego Grand Prix Cycliste de Montréal odbyła się w dniu 10 września 2017 roku i liczyła 205,7 km. Start i meta wyścigu znajdowały się w Montrealu. Wyścig ten figurował w rankingu światowym UCI World Tour 2017.

## Uczestnicy
Na starcie tego klasycznego wyścigu stanęło 20 ekip, osiemnaście drużyn jeżdżących w UCI World Tour i dwa zespoły zaproszone przez organizatorów z tzw. "dziką kartą".
Lista drużyn uczestniczących w wyścigu:
| Numery | Kod | Drużyna              |
| ------ | --- | -------------------- |
| 1-8    | BMC | BMC Racing Team      |
| 11-18  | BOH | Bora-Hansgrohe       |
| 21-28  | QST | Quick-Step Floors    |
| 31-38  | SKY | Team Sky             |
| 41-48  | SUN | Team Sunweb          |
| 51-58  | ORS | Orica-Scott          |
| 61-68  | MOV | Movistar Team        |
| 71-78  | TFS | Trek-Segafredo       |
| 81-88  | ALM | Ag2r-La Mondiale     |
| 91-98  | KAT | Team Katusha-Alpecin |

| Numery  | Kod | Drużyna                |
| ------- | --- | ---------------------- |
| 101-108 | CDT | Cannondale-Drapac      |
| 111-118 | TLJ | Team LottoNL-Jumbo     |
| 121-128 | UAE | UAE Team Emirates      |
| 131-138 | LTS | Lotto Soudal           |
| 141-148 | TBM | Bahrain-Merida         |
| 151-158 | AST | Astana Pro Team        |
| 161-168 | FDJ | FDJ                    |
| 171-178 | DDD | Dimension Data         |
| 181-188 | CAN | Reprezentacja Kanady   |
| 191-198 | ICA | Israel Cycling Academy |

## Wyniki wyścigu
| Miejsce | Zawodnik          | Państwo   | Drużyna           | Czas       |
| ------- | ----------------- | --------- | ----------------- | ---------- |
| 1.      | Diego Ulissi      | Włochy    | UAE Team Emirates | 5h 22' 29" |
| 2.      | Jesús Herrada     | Hiszpania | Movistar Team     | + 0"       |
| 3.      | Tom-Jelte Slagter | Holandia  | Cannondale-Drapac | + 0"       |
| 4.      | Jan Bakelants     | Belgia    | Ag2r-La Mondiale  | + 0"       |
| 5.      | Bauke Mollema     | Holandia  | Trek-Segafredo    | + 6"       |
| 6.      | Tony Gallopin     | Francja   | Lotto Soudal      | + 11"      |
| 7.      | Greg Van Avermaet | Belgia    | BMC Racing Team   | + 16"      |
| 8.      | Michael Matthews  | Australia | Team Sunweb       | + 16"      |
| 9.      | Peter Sagan       | Słowacja  | Bora-Hansgrohe    | + 16"      |
| 10.     | Sep Vanmarcke     | Belgia    | Cannondale-Drapac | + 16"      |
|         |                   |           |                   |            |
| 45.     | Michał Gołaś      | Polska    | Team Sky          | + 1' 40"   |
| 80.     | Łukasz Wiśniowski | Polska    | Team Sky          | + 5' 08"   |
| DNF     | Maciej Bodnar     | Polska    | Bora-Hansgrohe    | -          |